# Lámud
Lamud – miasto w Peru, w regionie Amazonas, stolica prowincji Luya. W 2008 liczyło 2 208 mieszkańców.